# 三和大神

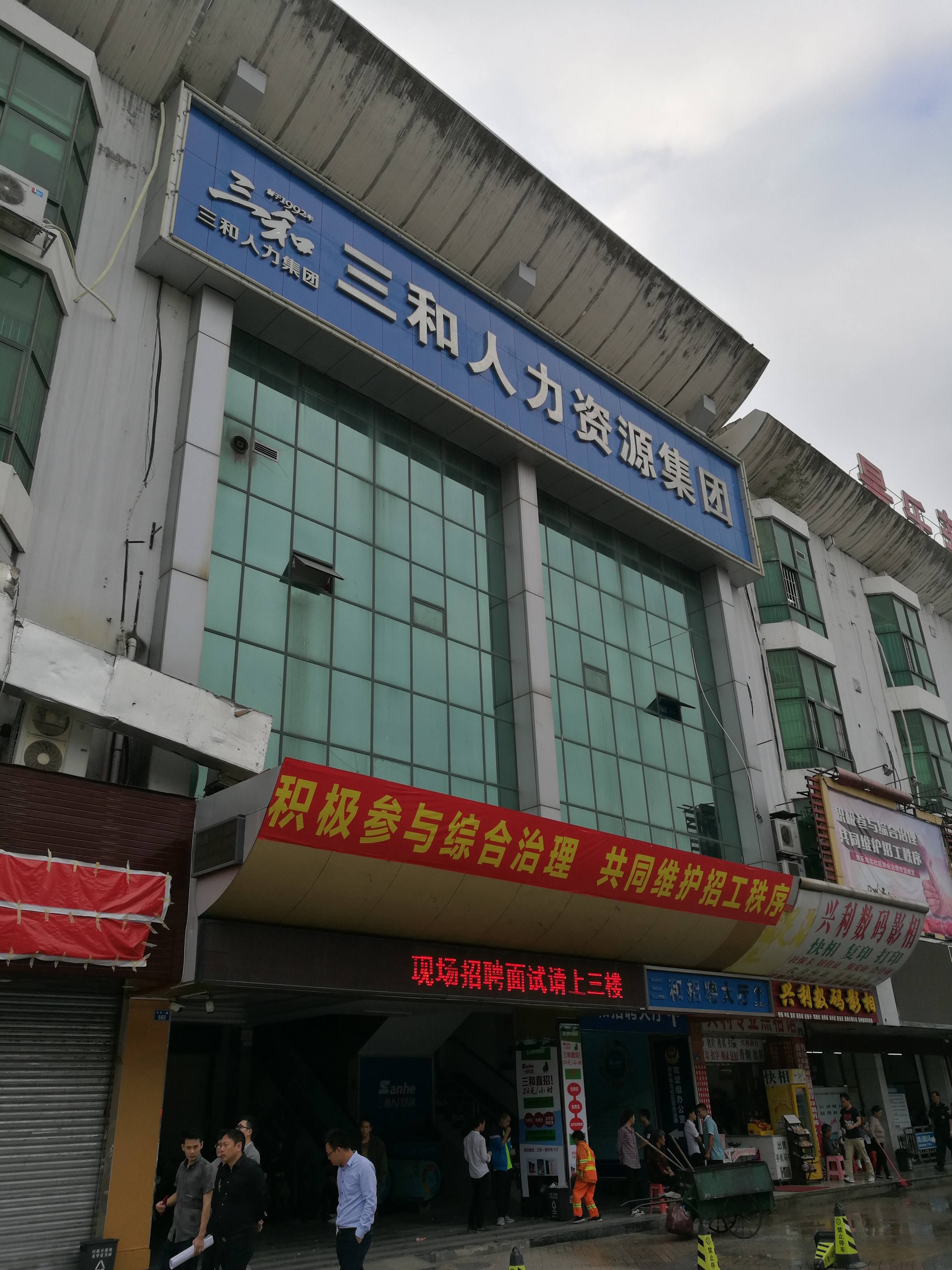
三和人材市場

三和大神（さんわたいしん）、三和ゴッドとは、中華人民共和国広東省深圳市の竜華区景乐新村付近に住む出稼ぎ労働者グループの総称である。、三和という言葉は、この地域での最大の人材会社に由来する。「大神」は中国のオンラインゲームのスラングで「達人」「ネトゲ廃人」などの意味である。
竜華区に長期滞在して派遣社員として日雇いで働きながら、『1日働いて3日遊ぶ』という独特のカルチャーが、インターネット上で注目を集めた。三和大神の中には、身分証明書さえ持っておらず、借金を抱え、家族との連絡もほとんど取れない者もいる。身分証明書の売却や紛失により切符を買うことも三和地区から出ることもできない者、極貧で散在した環境に長くいたため、もはや自分の意思でこの土地を離れることができず、社会のメインストリームに復帰できない人もいる。
三和大神は寝そべり族の心情と類似しているという指摘がある。
「三和ゴッド」という呼称は2017年から現地を取材している安田峰俊の造語とされる。

## 概要
竜華地区には台湾の電子機器受託生産企業である鴻海精密工業（フォックスコン）の旗艦工場が設置されているため、金楽新村には2005年から、三和、海心新（海新信人力资源有限公司）といった多くの職業紹介所および人材派遣会社が続々と進出し、次第に一般労働者を募集する「求人紹介街」が形成され、さらには中国全土における一般労働者の労働市場となった。
三和大神の多くは親が出稼ぎに行き、農村の祖父母に預けられて育った『留守児童』である。大学を卒業したが専攻と雇用のミスマッチにより仕事が決まらない者もいるが、大半は中卒程度である。中国で求められているのは正社員として雇用するはソフトウェア開発や電子工学を大学院で学んだ高度な技術者であるが、三和大神の多くは専攻の違いにより大手企業には採用されず、電気や機械の専門技能もない。しかし2010年代以降の90後はインターネットやスマートフォンを使いこなし、電子部品工場での組み立て作業ならばこなすことができる。このような人材は従来であれば工事現場での肉体労働で生計を立てるはずだが、90後は親世代のように生活のために辛い肉体労働に耐えることは好まず、オンラインゲームやネットギャンブルにのめり込む傾向が強いため、正職員の道があっても煩わしい人間関係が無く当日に金が入る日雇の仕事を求めるという傾向にある。電子部品の組み立て工場はこのような要求にマッチしているため、竜華地区に人が集まっている。このような若年労働者は、日雇いの仕事を終えると数日間オンラインゲームやネットギャンブル、性風俗で散財し、また日雇の仕事を探す『1日働いて3日遊ぶ』という生活である。
周辺の簡易宿泊所は掃除もされず客を詰め込む安価な宿であっても、三和大神の需要に答えるためWi-Fiが設置されているという特徴がある。また周辺には格安のインターネットカフェも多数営業しているため店内で夜を明かす三和大神も多い。かつてはWi-Fiが届く周辺で野宿する者が多かったが、警察では治安や美観の問題から路上で寝る者を排除するようになったこともあり、本来は禁止されている深夜営業が半ば公然と行われている。
困窮した三和大神の身分証を買い取る業者もおり、不正な取引を行う会社に名義が使われるなど犯罪の温床となっている。身分証を売却した者は条件の良い職に就くことが出来ないばかりか、公共交通のチケット購入が出来ず三和人力市場から動けなくなり、最終的にはピンハネする悪質な業者が紹介する過酷な肉体労働などしか選択肢が無くなる。

## 歴史

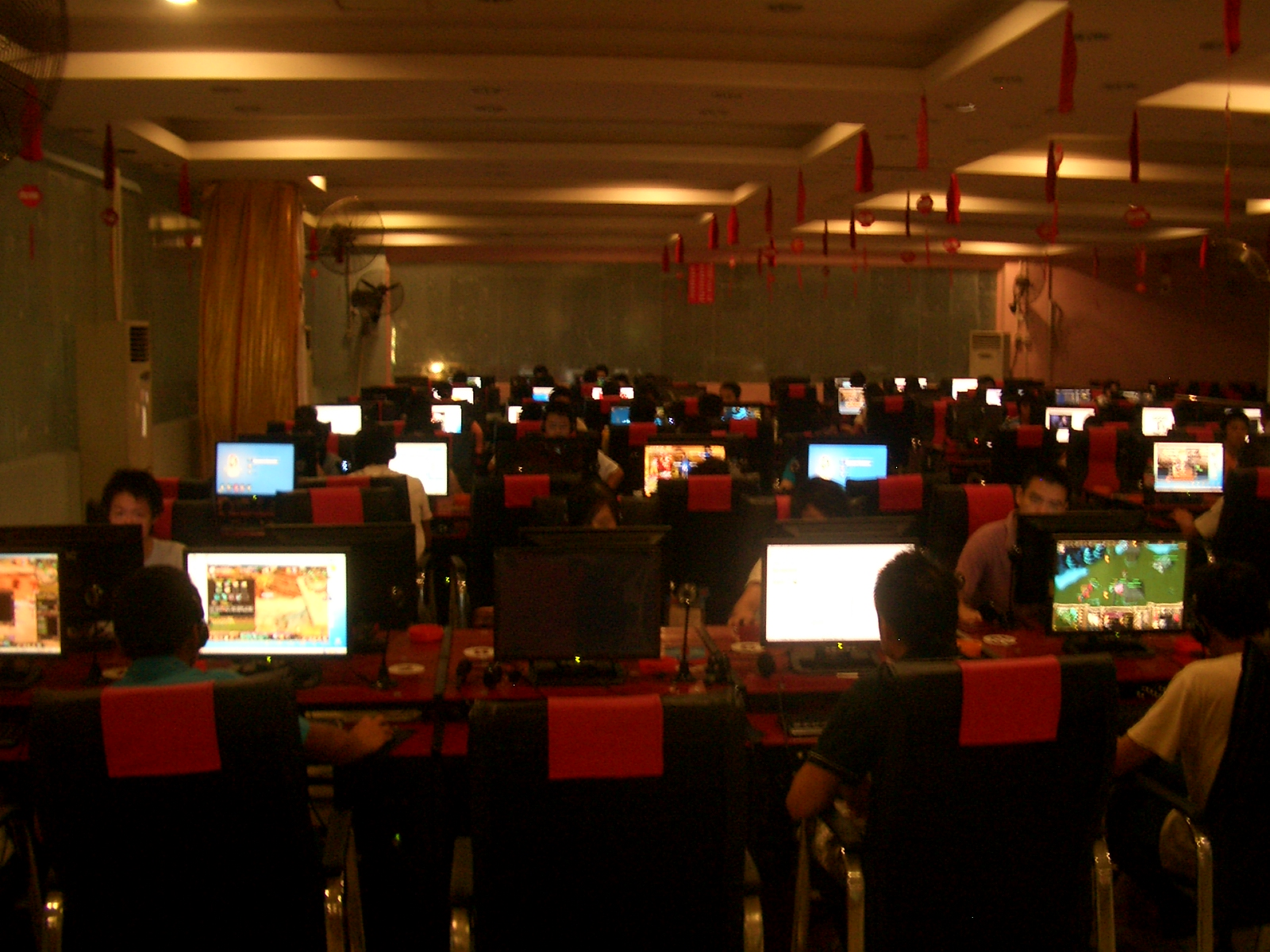
中国のネットカフェ

「三和大神」といった集団に関する初期の報道は、2017年5月3日に触乐（Chuapp; 中国Webニュースサイト）が掲載した記事「三和でゲームをする人たち」がきっかけとされる。この記事は広く流布し、メディアにも再掲載され議論を呼んだ。その後、記事の筆者はインタビューメモを公開し、いくつかの削除された内容を補足したうえでグループに対する記者自身の見解を加えたものを投稿した。
群衆とゲームの関係性に存在論的に着目した触乐の記事をきっかけに、他のメディアもこの特殊な集団の生活状況を注目して記者を送り込み、網易(NetEase)のコラム「身分証を売った後、私は三和大神になった」といった、多くの追跡取材やレポートが生まれている。
日本のNHKも「三和人材市場〜中国・日給1500円の若者たち〜」といったドキュメンタリーを撮影し2018年5月6日に公開されたことで、この集団の存在がさらに世に知られるようになった。この番組は2021年頃に中国で話題となった。
2017年以降、深圳市は治安改善と城中村の包括的な変革を実施してきた。2020年に三和人材市場は移転し、元の場所は「闘争広場」として再建された。

## 用語
- 海信大酒店（海信ホテル） - 三和大神の活動拠点である、海新信人力资源有限公司（人材会社）を指す。
- 挂逼 - 三和大神における抽象的概念であり、無一文といった困難な状況をさす[19]。
- 稳住 - 正規の工場に入って長期労働者として働くこと。
- 修车（車の修理） - 娼婦を指す。